# ANIMA
«ANIMA» — академічний хор студентів кафедри музичного мистецтва факультету музичного мистецтва Київського національного університету культури і мистецтв, що існує від заснування цього навчального закладу у 1968 році (тоді — Інститут культури ім. Корнійчука). Головний диригент та художній керівник — Наталія Кречко.

## Історія колективу
Першим керівником хору був заслужений діяч мистецтв С. Дорогий. 1970 року на посаду диригента хору був запрошений заслужений діяч мистецтв України А.Мархлевський; з 1991 року хором керував відомий хормейстер заслужений діяч мистецтв України Д. В. Радик; з 2005 року очолює хор заслужена артистка України, доцент Наталія Кречко, хормейстери — лауреат міжнародних конкурсів, старший викладач Назар Олександрович Якобенчук та з 2019-го року, Владислав Віталійович Лисенко.
Хор є постійним учасником Міжнародних та Всеукраїнських музичних та хорових фестивалів серед яких: «Золотоверхий Київ»(2008 рік); «Київ Музик Фест» (2011,2013,2016 рр.); Міжнародний фестиваль гітарної музики «Київ — 2012 рік»; Торрев'єха, Іспанія "59-й Міжнародний хоровий фестиваль «Поліфонії та Хабанер» (2013 рік); «Прем'єри сезону» (2008, 2010, 2012, 2013, 2015, 2016 рр.); «Пасхальна асамблея» (2012, 2014 рр.). Хоровий колектив виконує зразки класичної музики, такі як «Пасхальна ораторія» Й. C. Баха і «Dixit Dominus» Г. Ф. Генделя, Ф. Шуберт «Месса № 2» та твори сучасних композиторів, зокрема і ті, які виконуються в Україні вперше (Я. Неске, Е. Марріконе, А. П'яцоли, М. Кастельнуово-Тедеско, В. Сільвестрова, Є. Станковича, Л. Дичко, В. Степурка, В. Польової).

## Нагороди та відзнаки
За час свого існування Хор неодноразово здобував нагороди на міжнародних конкурсах. Зокрема:
під орудою Д. Радика
- у м. Бидгощ, (Польща) — (1995 р. Гран-прі);
- у м. Луцьк, конкурс ім. Лесі Українки — (1996 р. Гран-прі);
- у м. Київ, Всеукраїнського конкурсу ім. М. Леонтовича — (1998 р., 2-а премія);

під орудою Н. Кречко
- у м. Ялта, конкурс «Ялта -Вікторія» — 2005 р., 3-я премія;
- Міжнародний Фестиваль Церковної Музики. м. Гайнівка (Польща) — 2007 р., 2-а премія;
- Міжнародний конкурс ім. Г. Димитрова м. Варна (Болгарія) — 2008 р., 2-а премія.
- XIV Міжнародний конкурс хорових колективів м Невшатель, Швейцарія (2012, спеціальна премія журі «За краще виконання та інтерпретацію національної програми»);
- 59-й Міжнародний хоровий фестиваль «Поліфонії та Хабанер» м. Торрев'єха, Іспанія (2013).
- Міжнародний Конкурс ім. Георгіу Музическу, м. Ясси, Румунія (2016 р. ІІ премія)
- VI Міжнародний конкурс вокальних ансамблів та хорів ім. Дмитра Бортнянського. м. Київ, Україна (2018 р.) – І премія.

Подяки
- «Диплом» рейтингу «Золота Фортуна» (2007);
- «Подяка» за участь у Хоровій асамблеї української духовної музики (2012).
- «Почесна грамота» Митрополита Київського і всієї України. Предстоятеля Української Православної церкви Володимира (2010);

## Участь хору «ANIMA» в творчих проєктах
- участь у світовій прем'єрі опери за твором М. Булгакова «Біг» українського композитора В. Бібка (режисер — постановник — Народний артист України, професор Р. Кофман) за участю симфонічного оркестру Національної філармонії України та провідних солістів Національної опери України, Національної філармонії України та Київського муніципального музичного театру для дітей та юнацтва (листопад 2010)[1];
- участь в міжнародному проєкті «Музика з кінофільмів» Енніо Морріконе в палаці мистецтв Україна (20 грудня 2011)[2];
- участь в закритті міжнародного фестивалю гітарної музики в м. Київ. Всеукраїнська  прем'єра циклу для мішаного хору та гітари «Romansero Gitano» (Циганське романсеро) на слова Гарсіа Лорки (грудень 2012, Колонний зал Національної філармонії України);
- участь в Міжнародному проєкті Барокової музики під орудою Пола Генрі (Й. С. Бах «Пасхальна ораторія» та Г. Персел  опера «Діоклезіан») у залі «Музей книги» на території Національного Києво-Печерского історико-культурного заповідника (2014 р.);
- участь в Міжнародному проєкті Музичні паралелі «Україна — Німеччина» (Й. С. Бах «Пасхальна ораторія» та Ф. Шуберт «Месса № 2») (2017 р.)[3];
- Участь у Міжнародному проєкті Музичні паралелі "Україна — Мексика («Bésame Mucho» — José Galvána та «Cielito lindo» — Carlosa Farfána) участь у відкритому майстер — класі мексиканського диригента Марко Антоніо Угальде (2018 р.)[4];
- Участь в українській прем'єрі опери С. Рахманінова «Франческа да Ріміні» (2019)[5][6]
- Участь в Rock Mozart le concert[7] 2019
- Участь в Notre-dame de Paris[8] 2020

## Репертуар колективу(2010 – 2021 рр.)

#### Духовна музика (українська)
- Алексійчук І. «Мій голос до Господа», «Свят, свят, свят Господь Саваоф»;
- Березовський М. «Радуйтеся праведнії», «Достойно є» духовний концерт № 11 «Слава во вишніх Богу»;
- Бортнянський Д. духовні концерти: № 34 «Да воскреснет Бог», № 4 «Воскликните Господеві»;
- Ведель А. «Боже, Боже мой, вонми мі», «Да исполнятся уста наша»;
- Дехтярев С. «Ти моя кріпость Господи»;
- Дичко Л. «Святий Боже» з Літургії «Іоанна Златоустого»;
- Кречко М. «Нехай буде» з Літургії «Іоанна Златоустого»;
- Лисенко М. обр. О. Кошиця «Молитва за Україну»;
- Польова В. «Чесному животворящему кресту»;
- Працюк Б. «Елицы»;
- Рунчак  В. «На смерть Ісуса» церковні розспіви за Євангелієм від св. Луки у 4-х частинах, «Ave Maria»;
- Скорульський М. «Ave Maria»;
- Степурко В. «Отче наш», «Єдин Свят», «Хваліте Господа» з Літургії «Іоанна Златоустого»; «Хвалитиму Господа всім серцем своїм»;
- Стеценко К. «Благослови, душе моя, Господа», «Хвали душе моя Господа», «Єдинородний Сину» з Літургії «Іоанна Златоустого»;
- Стецюк Д. «Magnificat»;
- Твардовський Р. «Благослови, душе моя, Господа»;
- Тилик І. духовний концерт «Покаянія відкрий мені двері, Життєдавче»;
- Яциневич Я. «Богородице Діво, радуйся».

#### Духовна музика (зарубіжна)
- Bardos L. «Cantemus! »;
- Bizet G. «Agnus dei»;
- Busto J. «Ave Maria»;
- Bardos С. «Eli! Eli! »;
- Gasparini F. «Adoramus te»;
- Gendl J. «Pater noster»;
- Halmos L. «Jubilate Deo»;
- Jenkins K. «Stabat Mater»;
- Kodaly Z. «Mizerere»;
- Lotti A. «Crucifixus for 8 voices»; «Vere languores nostros»;
- Mendelson Bartholdy F. «Laudate pueri», «Beati omnes», «Am Neujahrstage»;
- Musicescu G. «Rugaciunea»;
- Palestrina G. «Laudate Dominum»;
- Poulenc F. мотети: «Tenebre facta sunt», «Tristis est anima mea», «Exultate Deo»;
- Schubert F. «Psalm № 23»;
- Sköld А. «Gloria», «Kyrie»;
- Strawinsky І. «Pater Noster».
- Swider J. «Cantus gloriosus»;
- Wippermann R. «Der Mond ist aufgegangen», «La-Le-Lu»;
- Архангельский А. «Помышляю день страшный»;
- Рахманинов С. «Шестопсалмие», «Хвалите имя Господне», «В молитвах неусыпающую богородицу»;
- Свиридов Г. «Молитвы и песнопения» (фрагменти);
- Чайковский П. «Блажени»;
- Чесноков П. «Душе моя», «С нами Бог».

#### Світська хорова мініатюра (українська)
- Білаш О. «Єднаймося»;
- Горюнович С. «Біля річки де калина»;
- Дичко Л. диптих на слова Т. Г. Шевченка: «Ой стрічечка до стрічечки», «Утоптала стежечку»; «Ода Києву»;
- Зубицький В. «За нашим стодолом»;
- Іконник В. «Сонце заходить»;
- Крепак К. «Муха-цокотуха»
- Кирейко В. Диптих на слова Г. Сковороди: «Ах, поля», «Видя житія сего я горе»;
- Лисенко М. «Веснянка»;
- Ліва І. «Щедрівка»;
- Лятошинський Б. «Із-за гаю сонце сходить», «Тече вода в синє море», «У перетику ходила»;
- Нижанківський О. «Гуляли»;
- Самофалов В. з циклу «Чотири слов’янські концерти» концерт №2 «Масляна», № 4 «Осенини»;
- Сильвестров В. «Диптих на слова О. Блока», «Садок вишневий коло хати»;
- Скорик М. «Мелодія»;
- Станкович Є. фольк-опера «Коли цвіте папороть» перекладення для камерного хору М. Гобдич «Русальчині купала»;
- Теличко В. Фольк-концерт для хору та ударних;
- Тилик І. Триптих «Монологи вічності»;
- Фроляк Б. «Сонце заходить»;
- Чимбержі М. «Пташка»;
- Шамо І. фольк-опера «Ятранські ігри»: «Купальська», «Топтання рясту», «Квіте мій трояне», «Ой, Ятране…», «Час пливе, час минає»;
- Юцевич Є. «Ой стрічечка до стрічечки».

#### Світська хорова мініатюра (зарубіжна)
- Campbell L. «The Lion Sleeps Tonight»;
- Croce G. «O vos omnes»;
- Farfána C. «Cielitolindo»;
- Galvánа J. «Bésame Mucho»;
- Genee R. «Insalata Italiana»;
- Jennefelt T. «Villarosa Sarialdi»
- Malvezzi C. «Noi che cantando»;
- Monteverdi C.  «Zefiro torna»;
- Morley T. «Fire-Fire»;
- Levi Zh. «Do utre»;
- Neske J. «Mironczarnia».
- Аренский А. «Анчар»;
- Свиридов Г. «Три хора к драме Царь Федор Иоанович»;
- Танеев С. «Развалину Башни», «Посмотри, какая мгла», «На могиле», «Восход солнца»;

#### Велика форма (українська)
- Гулак-Артемовський С. «Запорожець за Дунаєм» («сцена Андрія з хором»);
- Зубицький В. Requiem «Сім сльозин»;
- Колодуб Л. хори з опери «Поет»;
- Лисенко М. «Радуйся, ниво неполитая»;
- Ревуцький Л. «Хустина», «Ой чого ти почорніло»;
- Стеценко К. «Рано в ранці новобранці», «Шевченкові»;

#### Велика форма (зарубіжна)
- Bach J. S. «Oster-Oratorium»;
- Boito A. «Mefistofele» хорові сцени: «Ave signor», «Su ridiamo. »;
- Caldara A. «Missa Dolorosa»;
- Castelnuovo-Tedesco M. «Romansero Gitano» ;
- Dvorak A. «Stabat Mater» (частини);
- Händel G. «Dixit Dominus» , «Zadok the Priest»;
- Mozart W. A. «Mesa C- dur», «Requiem»;
- Orff C. «Carmina Burana» (частини);
- Purcell H. опера «Dioclesian»;
- Rossini G. «Stabat Mater» (частини);
- Schubert F. «Messa G – dur», «Messa B – dur»;
- Verdi G. «Stabat Mater» з «Quattro pezzi sacri»; сцена Ісмаеля з хором з опери «Nabucco»;
- Vivaldi A. «Gloria», «Magnificat»;
- Бібік В. опера «Бег»;
- Гречанинов О. «Демественная Литургия» (фрагменти);
- Рахманинов С. фінал з опери «Алеко»;
- Свиридов Г. хорові кантати «Курские песни», «Ночные облака»;
- Чайковский П. «Евгений Онегин» «Сцена и вальс»  (Ларинский бал)
- Шнитке  А. «Requiem».

#### Обробки народних пісень
- Алексійчук І. п'ять обробок українських народних пісень для жіночого хору a'cappella «Веснянки» (частини);
- Бідак І. «Ой ти місяцю»;
- Гобдич М. «Небо ясні зірки вкрили»;
- Карпенко К. «2 обробки народних пісень»;
- Козицький П. «Ой у полі, полі»;
- Колесса Ф. «В гаю зелененьким»;
- Кошиць О. «Вийди, Грицю, на вулицю», «Ой Гандзю милостива»;
- Коломієць А. «Іванчику-Білоданчику»;
- Кречко М. «Їхав козак на війноньку», «Паде дощ», «Ой у полі три криниченьки», «Коломийки», «Летів пташок понад воду»;
- Леонтович М. «Щедрик», «Ой сивая зозуленька», «Пряля»;
- Лисенко М. «А вже весна»;
- Лозинська М. «Дивная новина»;
- Людкевич С. «Ой зацвили фіялочки»;
- Некрасов О. «Розкопаю я гору»;
- Нижанківський О. «Бог ся рождає»;
- Ревуцький Л. «Дід іде»
- Стеценко К. «Нова радість стала»;
- Токар О. «Ой, чий-то кінь стоїть»;
- Ященко Л. «Прилетіла ластівочка».

## Записи
- В 2007 році вийшов компакт-диск «ANIMA», до якого ввійшли композиції українських авторів від XVIII ст. до сьогодення.
- Виступ хору на XXVI Міжнародному фестивалі Церковної музики «Хайнувка-2007» ввійшов в збірку компакт-диску кращих виступів хорових колективів конкурсу і вийшов 2007 року в Польщі.
- В 2011 році Національною спілкою композиторів України вийшов компакт-диск виступу хору «ANIMA» на XXII міжнародному фестивалі «Київ Музик Фест»
- В 2016 році вийшов компакт-диск в рамках проєкту — Антологія хорових творів на слова Т. Г. Шевченка, в якому, крім хору «ANIMA», залучено багато інших професійних хорових колективів України.

## Онлайн-проєкти у період пандемії Covid-19
Академічний хор "ANIMA" один із перших хорових колективів України презентував виконання хорових творів в онлайн форматі.
1. М. Скорик "Мелодія"
2. Neske J. «Mironczarnia» [Архівовано 22 квітня 2021 у Wayback Machine.]

## Колектив у соціальних мережах
- Facebook [Архівовано 21 квітня 2021 у Wayback Machine.]
- Instagram
- Telegram [Архівовано 21 квітня 2021 у Wayback Machine.]
- YouTube [Архівовано 21 квітня 2021 у Wayback Machine.]